# Клиническая группа (онкология)
Клиническая группа (в онкологии) — классификационная единица диспансерного учёта населения по отношению к онкологическим заболеваниям.
Данные понятия введены для удобства и точности учёта населения в онкологических диспансерах и поликлиниках.
Для надёжного отличения клинической группы от стадии заболевания при записи диагноза рекомендуется обозначать клиническую группу арабскими цифрами.

## Описание клинических групп
- 1 клиническая группа — лица с предраковыми заболеваниями, фактически здоровые:
  - 1а — больные с заболеванием, подозрением на злокачественное новообразование (по мере установления окончательного диагноза снимаются с учёта или переводятся в другие группы);
  - 1б — больные с предопухолевыми заболеваниями;
- 2 клиническая группа — лица с доказанными злокачественными опухолями, которые подлежат радикальному лечению:
- 3 клиническая группа — лица с доказанными злокачественными опухолями, которые окончили радикальное лечение и находятся в ремиссии.
- 4 клиническая группа — лица с доказанными злокачественными опухолями, которые по тем или иным причинам не подлежат специальному противоопухолевому лечению, но подлежат паллиативному лечению.

Клиническая группа в обязательном порядке указывается в диагнозе больного.
В динамике один и тот же больной в зависимости от степени прогрессирования процесса и проведенного лечения может переходить из одной клинической группы в другую.
Клиническая группа никоим образом не соответствует стадии заболевания.

## Примеры диагнозов с указанием клинической группы
- Suspitio Рак полового члена TxNxMx 1 Кл.гр.
- Рак правой молочной железы T2N1M0. 2 Кл.гр.
- Рак правой молочной железы T2N1M0. Состояние после радикальной МЭ, 6 курсов АПХТ CAF. Ремиссия. 3 Кл.гр.
- Рак правой молочной железы T2N1M1. Состояние после радикальной МЭ, 6 курсов АПХТ CAF. Прогрессирование от 01.01.01 г. Множественные двусторонние Mts в легких. 4 Кл.гр.